# Blepharodes parumspinosus
Blepharodes parumspinosus es una especie de mantis de la familia Empusidae.

## Distribución geográfica
Se encuentra en Burkina Faso, Mauritania, Nigeria, Senegal, Sudán y el Chad.